# Фіто (гора)
Гора Фіто (Mauga Fito) — друга за висотою гора на острові Уполу в Самоа. Вона розташована у національному парку O Le Pupu-Puʿe в районі Атуа і має висоту 1149 м.  Довгий час вважалося, що Фіто є найвищою точкою Уполу , але під час візиту Товариства охорони природи Самоа у 2022 році вона стала другою, лише на 10 метрів поступилася сусідній горі Вайваї . 
У 1978 році літак Cessna авіакомпанії South Pacific Island Airways впав у гору, загинули усі 11 людей на борту. 